# Алибер, Иван Петрович
Иван Петрович Алибер или Жан-Пьер Алибер, фр. Jean-Pierre Alibert, (23 марта 1820, Монтобан — 18 февраля 1905, Париж) — французский торговец, минералог и горнозаводчик.
Владелец и разработчик графитового рудника в Саянах (современное Ботогольское месторождение). Среди художников-графиков был популярен так называемый «сибирский графит Алибера», или «алиберовский графит», карандаши из которого отличались особой насыщенностью и мягкостью.

## Биография

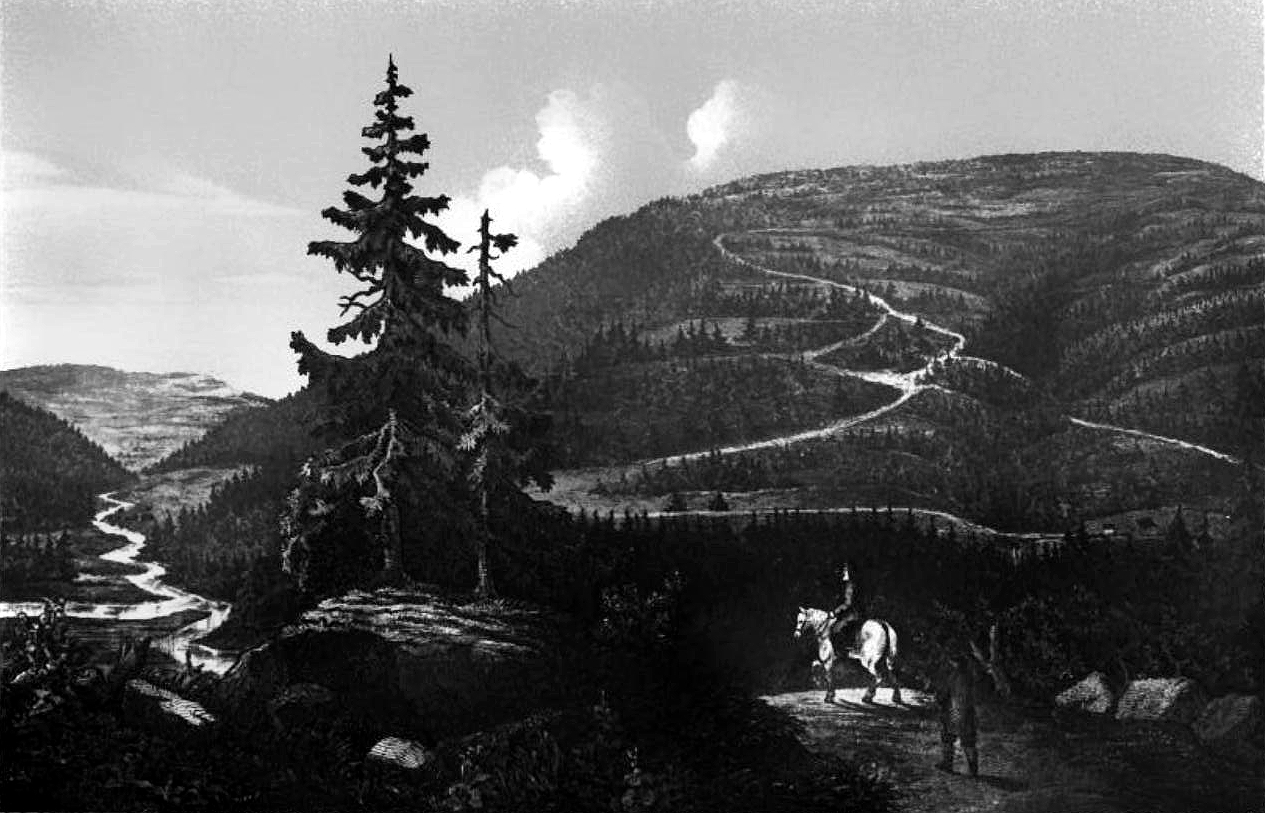
Рудник на горе Ботогол

Родился в Монтобане на юге Франции, в семье торговцев мануфактурными товарами, был восьмым ребёнком.
С 1834 года он работал на заводе в меховых изделий в Лондоне. В 1837 году его послали в Сибирь для охоты на лис и горностая. Через 5 лет он стал владельцем мехового торгового предприятия. Для удобства торговли оформил документы на себя в Финляндии, по сословию именовался «тавозгустским первостатейным купцом» Иваном Петровичем Алибером.
Путешествовал по Сибири, торговал и интересовался разведкой полезных ископаемых, искал золото в реках.
В 1843 году он прибыл в Иркутск, завёл знакомство с казачьим офицером Черепановым, которому таёжные аборигены (нойоны) рассказали о месторождении графита. Этот участок правительство не взяло в разработку. В 1846 году Алибер, за 300 рублей, купил залежи графита особой чистоты («плюмбаго», или «чёрный свинец») на горе Ботогол, в Саянах (Окинский район, западнее Иркутска).
Несмотря на суровые условия он сумел обустроить шахту и сделать рудник рентабельным в течение 15 лет. В 1856 году И. П. Алибер подписал выгодный, но монопольный контракт с немецкой карандашной фабрикой Фабер-Кастелл, находящейся у города Нюрнберг. Она стала единственным поставщиком сибирского графита в Европу и Америку. Собственную карандашную фабрику ему организовать не удалось. Со временем техника позволила перерабатывать низкосортный графит, и цены на него упали.
В 1859 году он обнаружил крупное месторождение нефрита долине реки Онот. Этот камень он экспортировал в Китай.
В 1862 году, в связи с обострением ревматизма, он вернулся во Францию и поселился в городе Шатонеф-ле-Бэн, департамента Пюи-де-Дом.

## Награды
- 1860 — Орден Святого Станислава[7].

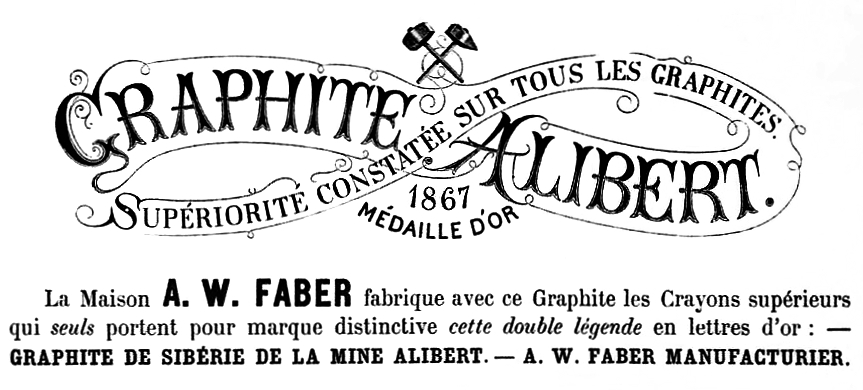
Золотая медаль за графит, 1867

- 1864 — Орден Почётного легиона, кавалер[8].
- 1864 — Золотая медаль SPI (Société d’encouragement pour l’industrie nationale — Общества (ассоциации) содействия национальной промышленности Франции) — за открытие и разработку качественного графита в Сибири, 6.04.1864.
- 1867 — Золотая медаль за графит — Всемирная выставка (1867), Париж.
- 1889 — Золотая медаль за графит — Всемирная выставка (1889), Париж.

## Членство в организациях
- 1866 — член-корреспондент Императорского московского общества испытателей природы.

## Память

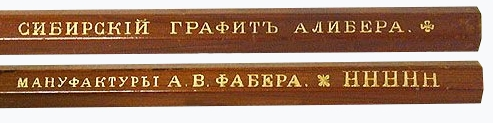
Карандаши из Сибирского графита Алибера

- Сибирский графит Алибера, или «алиберовский графит» (A. W. Faber’s Graphite de Sibérie de la Mine Alibert) — тип графита в карандашах.
- Рудокоп замёрзших земель (пьеса) — пьеса Жоржа Жерара Le piocheur des terres gelées о жизни И. П. Алибера[9].
- Гора Алибера и Дорога Алибера — месторождение графита, Саяны.
- Пик Алибера — термальный курорт в Пюи-де-Дом[10].

## Коллекции

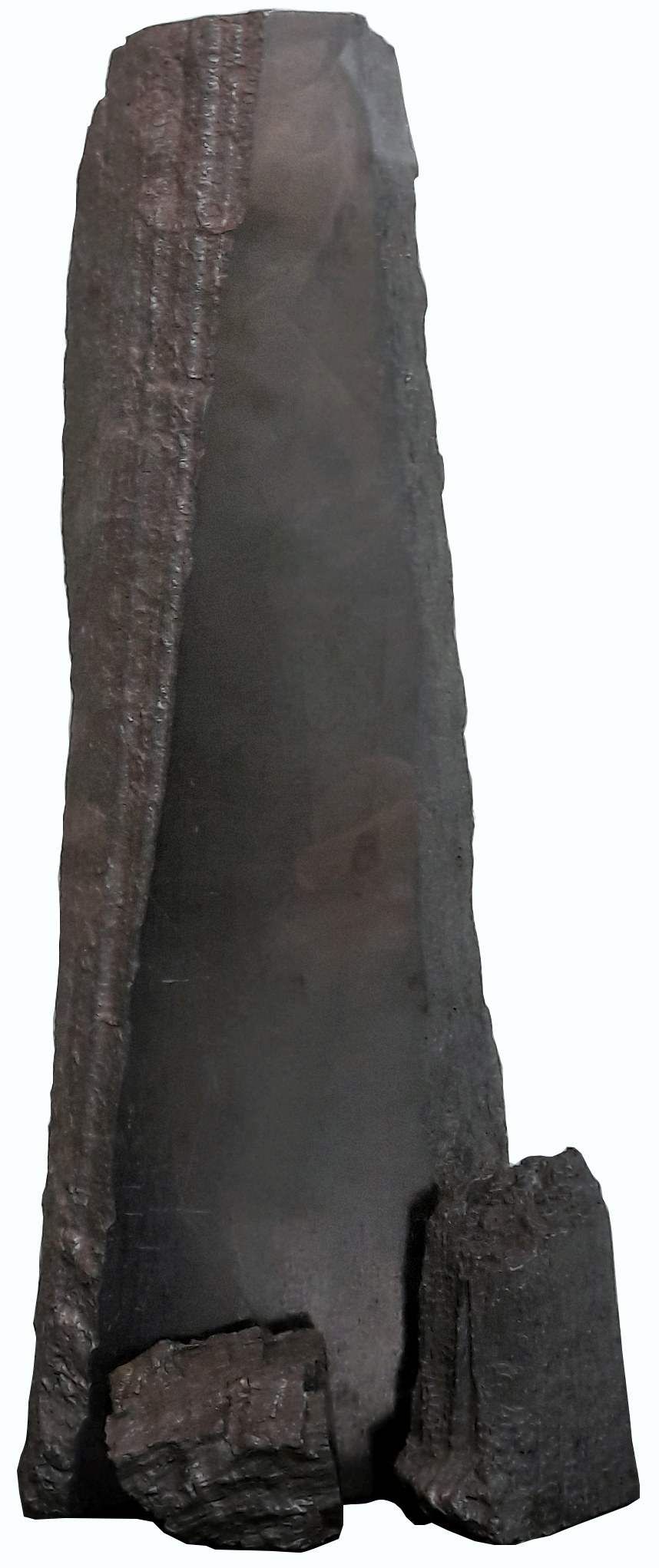
Графит из шахты И. П. Алибера, 1867 г.

Из своих путешествий И. П. Алибер привез много экспонатов для выставок и минералогических образцов. Сегодня они разбросаны во многих музеях, в том числе:
- Национальный музей естественной истории (Париж).
- Музей естественной истории Анри-Лекок де Клермон-Ферран.
- Минералогический музей имени А. В. Сидорова (Иркутск) — образцы графита.
- Государственный геологический музей имени В. И. Вернадского РАН — образец графита.
- На месте рудника планируется создать ландшафтный парк[11].